# Болдина гора (парк)
Болдина гора или Болдины горы (укр. Болдина гора) — парк-памятник садово-паркового искусства местного значения, расположенный на территории Новозаводского района Чернигова. Является мемориальным парком и местом отдыха горожан. Площадь парка-памятника — 6, 3,09 га, парка — 29,5 га.

## История
Парк был заложен в 1911 году.
Парк-памятник садово-паркового искусства был создан решением Черниговского облисполкома от 08.09.1958 № 861. Также упоминается в решениях Черниговского облисполкома от 10.06.1972 № 303, от 27.12.1984 № 454, от 28.08.1989 № 164.

## Описание
Расположен на территории одноименной исторической местности и ограничен улицей Толстого на севере, на юге — мысовидного выступа правобережной террасы реки Десны. Западнее примыкает Свято-Троицкий кафедральный собор.
Абсолютные высоты колеблются в пределах 127-140 м над уровнем моря. 
Всю территорию парка охватывает памятник археологии национального значения курганный могильник «Болдины горы», который входит в комплекс археологических памятников Некрополь древнего города Чернигова. Включает 230 курганов, наиболее известные из которых и крупнейшие — Гульбище и Безымянный, которые занимают восточную стрелку мыса. Они были раскопаны в 1872 году Д. Я. Самоквасовым.
В южной части мыса — частично под курганным могильником, на склонах и в толще Болдиной горы — расположен подземный Ильинский монастырь (в том числе Ильинская церковь и Антониевы пещеры). 
Имеется несколько отдельных захороненийː княжеские дружинники; писатели: Михаил Коцюбинский (см. памятник истории Могила М. М. Коцюбинского), Афанасий Маркович (см. памятник истории Могила А. В. Марковича), Николай Вербицкий (см. Могила Н. А. Вербицкого); небольшое кладбище XX века. 
В восточной части парка у края склона находится беседка, поставленная в 1911 году к приезду императора Николая ІІ (в 2022 году разрушена и разобрана).
В восточной части на краю отрога террасы сооружён Мемориал Славы советским воинам, партизанам и подпольщикам, открытый 8 мая 1986 года — памятник истории местного значения.
Транспорт: троллейбус № 8 и автобус № 27 — ост. Холм Славы.

## Природа
Отличается высоким разнообразием дендрофлоры. Парк выступал длительное время как исторический некрополь с ограниченным посещением вплоть до 1917 года.
Здесь насчитывается 45 видов растений, в т.ч. 15 местных видов, из 20 семейств и 32 родов. Ассортимент пополнялся силами Черниговского ботанического сада, совхоза «Деснянский» и КП «Зеленбуд».
|                          | |                   |                                                                   |
| спуск к Ильинской церкви | вход в парк со стороны улицы Александра Довженко (Толстого) камень с табличкой памятника археологии «Курганный могильник» | курган Безымянный | памятник истории национального значения Могила М. М. Коцюбинского |